# عقد 970
عقد 970 هو عقد امتد بين 1 يناير 970 و31 ديسمبر 979 بحسب التقويم الميلادي. سبقه عقد 960 ولحقه عقد 980.

## أحداث
- معركة تور تور (973)
- معركة دوروستولون (971)

## مواليد
- ابن عبد البر (978)
- أبو ركوة (975)
- كوشيار (971)
- هشام المعتد بالله (975)
- المقتنى بهاء الدين (979)
- ستيفين الأول ملك المجر (975)
- أبو جعفر السمناني (972)
- أبو العلاء المعري (973)
- هنري الثاني (973)
- روبرت الثاني ملك فرنسا (972)
- محمود الغزنوي (971)

## وفيات
- جيزولف الأول من ساليرنو (977)
- أوتو الأول (973)
- أبو أحمد بن عدي الجرجاني (976)
- بيلجا تكين (975)
- ياروبولك الأول (978)
- ابن حيون (974)
- إبرام (978)
- إدوارد الشهيد (978)
- المعز لدين الله (975)
- أبو بكر القفال الشاشي (975)
- ثابت بن سنان (975)

## كتب
- Yves Denis Papin (1998). Chronologie de l'histoire ancienne. Lieu de publication non identifié: Éditions Jean-paul Gisserot. ISBN:2-87747-346-5. OCLC:40746926. مؤرشف من الأصل في 2022-03-16.
- موسوعة حضارة العالم (2002) لأحمد محمد عوف.

## روابط خارجية
- تصفح سنة بسنة عقد 970 على موقع onthisday.com
- تصفح سنة بسنة عقد 970 ابتداءً من سنة عقد 970 على موقع المكتبة الوطنية الفرنسية